# İskenderun
İskenderun, görögül Alexandretta (Ἀλεξανδρέττα), arabul الإسكندرون, al-ʼIskandarūn város és körzet Törökország Hatay tartományában, a Földközi-tengeri régióban.

## Története
Alexandretta valószínűleg a Kr. e. 333-ban, Nagy Sándor alapította Alexandria ad Issum helyén vagy közelében fekszik. Nagy Sándor a III. Dareiosz felett aratott győzelmét akarta a város alapításával megünnepelni. A Szuezi-csatorna megnyitása előtt fontos kikötőállomás és kereskedelmi csomópont, az Oszmán Birodalom Aleppó vilajetének (ma Szíria területén) kikötője volt. 1918 és 1937 között francia mandátum alatt autonóm szandzsák volt. 1939-ben került vissza Törökországhoz, amikor is Hatay tartomány székhelye Antakya lett.

## Gazdasága
Ma is kikötőváros, ezen felül katonai és tengerészeti központ, számos ipari létesítménynek is otthont ad (műtrágya, acél). Mind szárazföldi, mind légi összeköttetése az ország nagyobb városaival jól megoldott.

## Külső hivatkozások
- Az új İskenderun képekben
- A régi İskenderun képekben